# Arcord
Arcord  è un singolo del cantante italiano Zucchero Fornaciari, pubblicato nel 1999 ed estratto come quarto ed ultimo singolo dall'album Bluesugar. 

## Descrizione
La canzone, il cui titolo significa "ricordo" in dialetto reggiano, contiene un tributo al cantante dei Nomadi Augusto Daolio, morto di cancro nel 1992: infatti nel brano è presente uno spezzone della Canzone della bambina portoghese di Francesco Guccini, che lo stesso Daolio reinterpretò nel 1974. 
La canzone non è che una dedica ai ricordi del passato, che ritornano in mente, "che sfiorano e bruciano le labbra", come recita il testo stesso. Ricordi sia positivi, che negativi, ma che restano comunque.

## Video musicale
Nel video del brano, girato presso il Fiera District realizzato dall'architetto Kenzō Tange alla Fiera di Bologna, il cantante passeggia circondato da passanti, mentre sui palazzi scorrono immagini, probabilmente del passato, assimilabili ai ricordi.

## Tracce
- COD: Universal 5002 592

1. Arcord – 4:42 (Zucchero)